# Frederik Frison
Frederik Frison, nascido a 28 de julho de 1992 em Geel, é um ciclista belga, membro da equipa Lotto Soudal.

## Palmarés
- Ainda não tem conseguido nenhuma vitória como profissional

## Resultados nas Grandes Voltas
| Carreira        | 2016 | 2017 | 2018  | 2019 |
| --------------- | ---- | ---- | ----- | ---- |
| Giro d'Italia   | -    | -    | 142.º | -    |
| Tour de France  | -    | -    | -     | -    |
| Volta a Espanha | -    | -    | -     | -    |

-: não participa 

Ab.: abandono 